# 阿尔巴尼亚广播电视台
阿尔巴尼亚广播电视台是阿尔巴尼亚的一个公共广播电视台，于1938年在地拉那建立。
阿尔巴尼亚广播电视台目前拥有三个电视频道和三个广播频率，其下属的广播电台使用“Radio Tirana”（地拉那广播电台）的呼号，RTSH運行兩個模擬和數字電視台RTSH 1 HD和RTSH 2 HD（以前稱為“TVSH”和“TVSH 2” Televizioni Shqiptar“），五個數字專題電視台”RTSH“，以及三個使用”地拉那電台“名字的電台。此外，還有四個區域電台和電視台在吉諾卡斯特、科爾察、庫克斯及斯庫台這四個城市服務。国际广播采用阿尔巴尼亚和其他七种语言并通过用中波和短波向世界播放，广播开始曲为《Keputa një gjethe dafine》。国际电视频道从1993年起上星播出。
國際廣播電台通過中波（AM）和短波（SW）以阿爾巴尼亞語和其他七種語言播放電台節目，並將歌曲“Këputanjëgjethe dafine”的主題用作其主题曲。 
國際電視台RTSH 3 HD（前“TVSH衛星”）於1993年發起，旨在使用阿爾巴尼亞語把電視台的節目轉播到科索沃、塞爾維亞、馬其頓共和國、黑山和希臘北部，以及其他歐洲國家的阿爾巴尼亞人社區。自1999年以來，RTSH一直是歐洲廣播聯盟的成員。
RTSH是阿爾巴尼亞歌曲節的官方組織者，在歐洲歌唱大賽中代表阿爾巴尼亞的參加者錄影節目。RTSH由商業廣告，12億美元的電視許可證費用資助和阿爾巴尼亞政府的支金支持RTSH的營運。

## 歷史

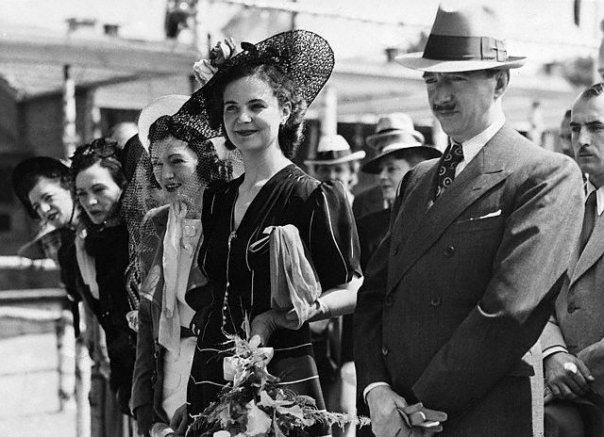
阿爾巴尼亞國王索古一世和潔拉爾蒂皇后（1939年的一張照片）在1938年创建了地拉那電台。

RTSH開始於1938年11月28日由索古一世和潔拉爾蒂在首都地拉那市創建的地拉那電台。为阿爾巴尼亞第一個廣播電台。第一次播出由合唱歌唱組成，喬爾加·菲爾切·特魯哈和瑪麗·克拉亞唱了一首介紹性的文章，其次是卡里奧皮·努希（Kaliopi Nushi）聲音的獨特音色：
美好的一天，這是地拉那電台
正式標誌著地拉那電台的首播。
电台使用一台此前一年（1937年）在地拉那投入運行的40米3瓦的短波發射機，该发射机主要用於通訊，但也用於每天播放3小時的節目。

### 阿爾巴尼亞社會主義人民共和國时期

#### 广播
儘管這個國家規模小，但因恩維爾·霍查及其所创立的霍查主義，地拉那電台在冷戰期間是一個相當重要的國際廣播電台，用作向世界宣傳馬克思列寧主義及霍查主義。它的節目也因此类政治宣傳在世界各地聲名遠播。
在20世紀60、70年代阿爾巴尼亞與中國結盟的過程中，地拉那廣播電台跟随国家立场，采取既反西方又反蘇聯的政治立场。中阿决裂後，節目仍然保持著馬克思列寧主義立場。

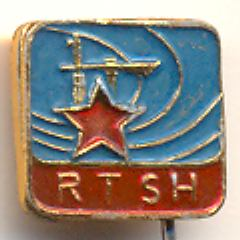
1980年代後期的地拉那廣播電台别针徽章

在20世紀70年代，該電台以1214 kHz的頻率向歐洲廣播，對同一頻率的英國BBC廣播一台造成了干擾。在二十世紀八十年代和九十年代初期，國際服務以1395 kHz（連同各種短波頻率）播放，並在晚上和整個晚上在整個歐洲接收。地拉那電台還通過在7兆赫（40米）業餘頻段使用發射機，使歐洲許多業餘電台的運營商感到不安。
1985年，它每天只播放2.5小時。它在20:00開播，22:30關閉。後來在1986年，每天從17:00到18:30和20:00到22:30播出4個小時。1987年，每天用20種外語播放66個小時的節目。
在此期間，政治宣傳和新聞節目占主導地位。其特點包括“馬克思列寧主義是一個永恆的科學主義”和“社會主義與青年”。“翻閱馬克思列寧主義報刊”的特點回顧了與阿爾巴尼亞勞動黨有聯繫的外國共產黨的報刊。其他節目包括“介紹你到阿爾巴尼亞”，“翻閱我們的聽眾的信件”，“社會主義阿爾巴尼亞的文化和藝術”和“我們的生命之歌”。地拉那電台還提出了來自世界各地的非正規的革命音樂節目，而“我們在社會主義阿爾巴尼亞看到的東西”節目採訪了阿爾巴尼亞的外國遊客。
這個時期的地拉那電台的调谐信號是阿爾巴尼亞革命歌曲“一手拿鎬，一手拿槍”的頭幾個節錄。這首歌曲也是地拉那電台外語廣播的簽名曲。在這期間，鎬和步槍是阿爾巴尼亞廣播電台標誌的一部分，可以在上面的照片中看到。
在社會主義人民共和國存在的最後幾個月裡，政治節目内容大大縮減了，而播放結束時播放《國際歌》的長期慣例也被放棄了。

#### 电视
1959年，當時的地拉那電台導演Petro Kita創辦了第一個實驗電視中心，為後者提供了阿爾巴尼亞電視台TVSH的基礎。第一次測試於1960年4月29日下午6點舉行，由記者斯托利·貝利出镜。1960年5月1日第一次正式播出。播出内容包括兒童電影和其他節目，每周播出三次，時間約一小時。電視節目在1971年之前实现定期播出。彩色電視節目從1981年開始播出，到1982年開始播放的節目全面採用彩色。

### 冷战后
阿尔巴尼亚社会主义人民共和国改为阿尔巴尼亚共和国后。地拉那广播电台成为阿尔巴尼亚共和国国家广播电台，其运营经费由政府财政拨款。1999年，地拉那广播电台和阿尔巴尼亚电视台重组合并为阿尔巴尼亚广播电视台，不再与政府有直接联系。
2002年，TVSH以17.1％的收視率位居阿尔巴尼亚第二。第二個頻道TVSH 2於2003年開始實驗性廣播。2012年，RTSH推出了數字电视頻道。

## 频道列表

### 电视频道
| 標誌 | 頻道              | 廣播          | 描述               |
| ---- | ----------------- | ------------- | ------------------ |
|      | RTSH 1台          | 數碼頻道 衛星 | 综合               |
|      | RTSH 2台          | 數碼頻道 衛星 | 综合               |
|      | RTSH 3台          | 數碼頻道 衛星 | 综合               |
|      | RTSH 電影台       | 數碼頻道 衛星 | 電視劇，電影和節目 |
|      | RTSH 音樂台       | 數碼頻道 衛星 | 音樂，文化，表演   |
|      | RTSH 阿爾巴尼亞台 | 數碼頻道 衛星 | 電影，文化，節目   |
|      | RTSH 兒童台       | 數碼頻道 衛星 | 兒童               |
|      | RTSH 體育台       | 數碼頻道 衛星 | 體育               |
|      | RTSH 附加台       | 衛星          | 文化，表演，音樂   |
|      | RTSH 24台         | 數碼頻道 衛星 | 新聞               |
|      | RTSH 議會台       | 數碼頻道      | 議會               |
|      | RTSH 測試頻道     | 數碼頻道      | RTSH 1台節目重播   |

### 广播频道
- 地拉那電台1（也稱為地拉那電台1號）是阿爾巴尼亞第一個廣播節目的名稱，專注於新聞，談話和功能
- 地拉那電台2是第二個廣播節目的名稱，主要播放音樂並針對年輕人
- 地拉那電台3（地拉那國際電台）是第三個節目的名稱，以阿爾巴尼亞語，英語，法語在短波上播放國際服務。希臘語，德語，意大利語，塞爾維亞語和土耳其語
- 地拉那克拉西克電台是一個在地拉那廣播的電台，主要用於古典音樂。